# 1997 EB6
1997 EB6 är en asteroid i huvudbältet som upptäcktes den 7 mars 1997 av den japanska astronomen Takao Kobayashi vid Ōizumi-observatoriet.
Den tillhör asteroidgruppen Nysa.